# Ацетат уранила-натрия
Ацета́т урани́ла-на́трия (химическая формула — NaUO2(CH3COO)3) — неорганическое химическое соединение, представляющее собой двойную соль натрия, уранила и уксусной кислоты.
При стандартных условиях, ацетат уранила-натрия — это жёлтые кристаллы, растворимые в воде и метаноле.

## Получение
1) Взаимодействие хлорида натрия и подкисленного уксусной кислотой ацетата уранила:
{\displaystyle {\mathsf {NaCl+UO_{2}(CH_{3}COO)_{2}+CH_{3}COOH\longrightarrow Na(UO_{2})(CH_{3}COO)_{3}\downarrow +HCl}}}

## Применение
- Желтый пигмент глазурей.
- Реагент в аналитической химии.